# Ablation

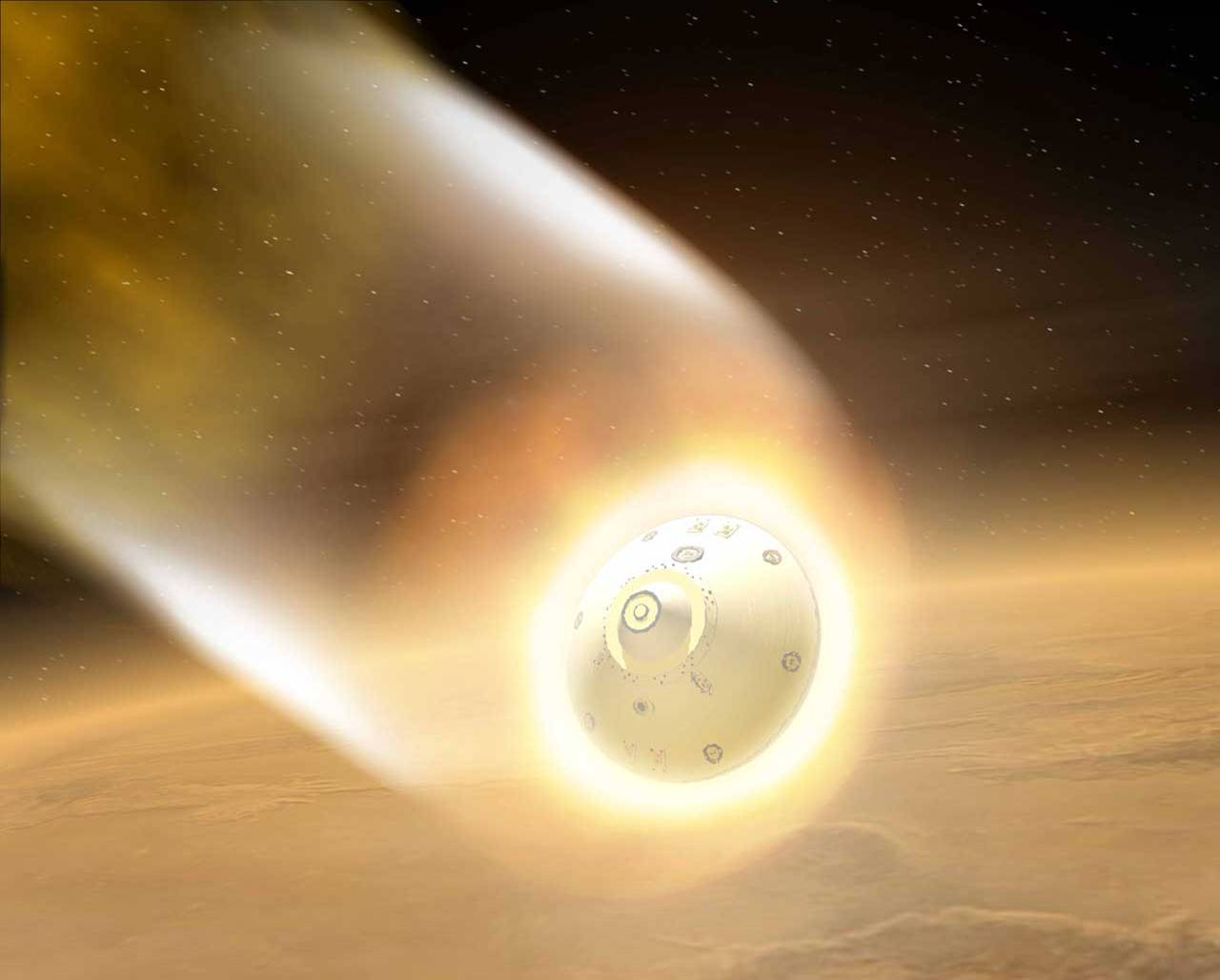
Ablation vid återinträdande i atmosfären

Ablation är en process där en yta försvinner eller avlägsnas. Inom fysiken och geologin är avdunstning och erosion exempel på passiv ablation. Aktiv ablation förekommer inte minst inom medicin, till exempel vid peeling av kroppsdelar av medicinska eller kosmetiska skäl.[källa behövs]
Vid olika typer av hjärtklappning där läkemedel inte fungerar kan ablation användas som behandlingsmetod. Ingreppet tar vanligtvis två till fyra timmar, men kan ta längre tid. Ablation kan även användas för att behandla solida cancerformer. I dessa fall används särskilda sonder för att bränna eller frysa cancern. På detta sätt behövs då inte en vanlig operation. Utfallet av ablationen beror dels på hur stor tumören är och dels på hur åtkomlig den är.